# Xuân Hòa, Thành phố Hồ Chí Minh
Xuân Hòa là một phường thuộc Thành phố Hồ Chí Minh, Việt Nam. Đây là một trong 168 phường, xã và đặc khu mới ở Thành phố Hồ Chí Minh sau đợt sắp xếp vào năm 2025.

## Địa lý
Phường Xuân Hòa nằm ở khu vực trung tâm thành phố, có vị trí địa lý:
- Phía Đông giáp phường Sài Gòn với ranh giới là đường Hai Bà Trưng
- Phía Tây giáp phường Nhiêu Lộc với ranh giới là đường Lý Chính Thắng, Trần Quốc Thảo và Kênh Nhiêu Lộc – Thị Nghè
- Phía Nam và Đông Nam giáp phường Bến Thành và Sài Gòn với ranh giới là đường Nguyễn Thị Minh Khai, phường Bàn Cờ với ranh giới là đường Cách Mạng Tháng Tám và Điện Biên Phủ, và phường Vườn Lài với ranh giới là đường Nguyễn Thượng Hiền và Điện Biên Phủ
- Phía Bắc giáp phường Tân Định và Phú Nhuận với ranh giới là Kênh Nhiêu Lộc – Thị Nghè.[3]

Theo Công văn số 2896/BNV-CQĐP ngày 27 tháng 5 năm 2025 của Bộ Nội vụ, phường Xuân Hòa sau sắp xếp có diện tích 2,22 km², dân số năm 2024 là 48.464 người, mật độ dân số đạt 21.831 người/km² (số liệu thống kê tính đến ngày 31/12/2024 theo quy định tại Điều 6 Nghị quyết số 76/2025/UBTVQH15 ngày 14 tháng 4 năm 2025 của Ủy ban Thường vụ Quốc hội).

## Lịch sử
Ngày 16 tháng 6 năm 2025, Ủy ban Thường vụ Quốc hội ban hành Nghị quyết số 1685/NQ-UBTVQH15 về việc sắp xếp các đơn vị hành chính cấp xã của Thành phố Hồ Chí Minh năm 2025. Theo đó, toàn bộ diện tích tự nhiên, quy mô dân số của Phường Võ Thị Sáu và một phần của Phường 4 (Quận 3; cụ thể là khu tam giác Cách Mạng Tháng Tám – Điện Biên Phủ – Nguyễn Thượng Hiền) được hợp nhất thành phường Xuân Hòa (khoản 6 Điều 1).

## Tên gọi
Trong đợt sắp xếp đơn vị hành chính cấp xã năm 2025, TP.HCM đã chủ trương đặt tên các phường, xã mới bằng chữ (không còn đặt tên bằng số với các danh nhân lịch sử nữa) với nhiều sự cân nhắc từ lịch sử vùng đất, sự thân thuộc và giá trị văn hóa. Chủ trương này được đông đảo nhân dân ủng hộ.
Theo đó, Xuân Hòa là địa danh cổ của khu vực này. Tại đây có Đình Xuân Hòa tọa lạc tại số 129 Lý Chính Thắng, được công nhận là di tích kiến trúc nghệ thuật cấp thành phố vào năm 2003.